# مستقبل حمض الريتينويك غاما
مستقبل حمض الريتنويك غاما (بالإنجليزية: Retinoic acid receptor gamma)‏ (ومختصره RAR-γ)، كما يعرف باسم المستقبل النووي عائلة 1، مجموعة ب، عضو 3 (بالإنجليزية: nuclear receptor subfamily 1, group B, member 3)‏ (ومختصره NR1B3) هو مستقبل نووي مشفر بالمورثة RARG.

## التفاعلات
أظهر مستقبل حمض الريتنويك غاما تآثرات مع NCOR1.